# Обстріли території України російською армією (2014)
Обстріли території України російською армією — акти агресії, вчинені Російською Федерацією щодо України у 2014 році. Полягають в обстрілі позицій Збройних сил України і прикордонних населених пунктів України російськими військами, які знаходились на території Росії поруч з україно-російським кордоном. Обстріли вчинялися з ракетних систем залпового вогню і ствольної артилерії. Крім того, очевидці повідомляють про мінометні та гранатометні обстріли. Обстріли були частиною війни Росії проти України на Донбасі у 2014 році.

## Перебіг подій
11 липня 2014 року стався ракетний обстріл угрупування української армії та прикордонників неподалік селища Зеленопілля Луганської області. Атака сталась у ніч із 10 на 11 липня 2014 року. Російська реактивна артилерія зі своєї території завдала удару по позиціях українських військ, внаслідок обстрілу загинуло 30 військовослужбовців ЗСУ і 6 прикордонників, серед них — полковник Ігор Момот. Це було перше безпосереднє масоване застосування регулярних військ РФ проти Збройних сил України.
16 липня 2014 року було опубліковане відео обстрілу України з території Росії.
17 липня 2014 року, за повідомленням РНБО, прикордонний пункт «Маринівка» був обстріляний з території РФ.
17 липня стався обстріл «градами» району Червонопартизанська з території РФ.
21 липня позиції Сил АТО в районі Червонопартизанська зазнали обстрілів із населеного пункту Панченкове, що знаходиться на кордоні з РФ. Позиції біля населеного пункту Кумачове були обстріляні з боку Російської Федерації. Зранку 22 липня бойовики за підтримки російської артилерії провели артпідготовку і перешли в наступ. Обстрілів зазнали позиції українських військових біля с. Маринівка та переправа в районі с. Дмитрівка.
24 липня з території РФ артилерія обстрілювала позиції українських військових біля прикордонного пункту пропуску «Маринівка».
25 липня обстрілювали переправу поблизу с. Кожевня та позиції сил АТО поблизу с. Дякове.
26 липня позиції десантників 79-ї бригади в районі Дякове зазнали артилерійського обстрілу з території РФ, одразу після чого розпочався наступ бойовиків.
Починаючи з 11 серпня позиції 3-го батальйону 30 ОМБр під Степанівкою Шахтарського району зазнавали нищівних артилерійських ударів з Росії. Військові ховались у випадкових укриттях, оскільки більша частина техніки була знищена.
21 серпня з напряму російського селища Селезньове артилерією проведено обстріли в районі Амвросіївки. Околиці села Василівка обстріляли з російської Марфінки. Крім того, з території РФ завдано артилерійського удару по блокпосту і позиціях Збройних сил України в районі села Благодатне та Комишуваха під Амвросіївкою на Донеччині і сіл Макарове і Лужки на Луганщині.
21 серпня близько 5 години ранку командний пункт 8-го армійського корпусу було обстріляно з території РФ системами залпового вогню «Ураган». Внаслідок обстрілу загинуло 5 чоловік, було поранено Андрія Дмитрієнка. Удару з «Ураганів» зазнав табір в районі Кутейникове-Старобешеве під Іловайськом.
31 серпня з боку Росії із систем «Ураган» обстріляно українських військових біля Веселої Гори. Загинув старший солдат 26-ї бригади Василь Малянівський, було поранено 4 українських військових.
1—4 вересня 2014 року російською артилерією було завдано удар по колишньому штабу Оперативного командування «Північ», розташованого біля села Побєда Новоайдарського району, у 50 км від російського кордону, і за даними видання «Інформатор» розміщував близько 6 тисяч українських військовослужбовців. Росіяни заздалегідь повідомили про намір завдати удару, поставивши ультиматум за 72 години покинути місце дислокації українським військам, і на момент атаки територія штабу була практично повністю полишеною. Удар було завдано системами БМ-30 «Смерч», залишки ракет їх були знайдені навколо. Внаслідок удару 3 вересня загинуло щонайменше 17 осіб 27-го реактивного артилерійського полку.
- У звіті IPHR зазначалося, що використовувалися снаряди типу «Торнадо-С».[14][15]

Декілька ударів «Смерчами» було завдано і по сусідньому селу Дмитрівка Новоайдарського району. Ударів було завдано в ніч з 3 на 4 вересня, і наступного дня в обід. Внаслідок удару о 2:00 ночі 4 вересня загинуло щонайменше 6 осіб з 12 БТрО «Київ» та 1 ОТБр, було знищено щонайменше 2 установки «Град», танк «Булат», МТЛБ і численна автомобільна техніка.
- У дезертирстві звинуватили бійців 24-ї механізованої бригади, які, за повідомленням, відступили без наказу керівництва з місця дислокації під Дмитрівкою в ніч з 3 на 4 вересня, коли почався артилерійський обстріл. Військовики зазначили, що після відступу їх позиції фактично «зрівняли із землею».[19]

Маркування на касетних боєприпасах «Смерч», за даними РНБО, якими було обстріляні українські сили, свідчать що ракети були виготовлені в РФ: одна з ракет була має дату виготовлення 16 червня 2003 року, а Україна востаннє отримувала подібні боєприпаси у 1991 році.

## Свідчення очевидців
16 липня 2014 року бійці 72-ї і 79-ї бригад повідомили про обстріл їх позицій під Червонопартизанськом з території Росії. 17 липня громадянин Росії Дмитро Тлюстангелов (рос. Дмитрий Тлюстангелов) виклав на своїй сторінці у ВК завантажене на YouTube відео обстрілу «Градом» території України з місця поблизу селища Гуково. Пізніше він видалив свою сторінку у ВК.
23 липня 2014 року військовослужбовець 291-ї артилерійської бригади РФ оприлюднює допис, в якому свідчить про обстріли території України.

## Офіційні заяви
27 липня 2014 року США опублікували фотознімки, зроблені їхніми супутниками, що підтверджують факти обстрілів території України російськими установками залпового вогню «Град». Заступник голови комітету Держдуми РФ з оборони Франц Клінцевич в інтерв'ю агенції «РІА Новини» заявив, що США «брешуть про очевидні речі». Він сказав, що для подібних тверджень необхідні «дані інших систем», без чого «розмова американців просто бездоказова».

## Незалежні розслідування
Аналіз супутникових знімків дав змогу встановити численні випадки обстрілів з території РФ через державний кордон.
Атаки мали місце не тільки в районі Амвросіївки, Савур-Могили, Зеленопілля та Довжанського, але й на південній ділянці фронту в районі Новоазовська.
У квітні 2016 року центр досліджень Беллінгкет оприлюднив продовження розслідування про артилерійські обстріли українських сил Збройними силами РФ з території Росії.
16 червня 2016 року користувач ravelin_by опублікував порядка двадцяти встановлених бойових позицій російської артилерії: РСЗВ, САУ та гаубиць поряд з однією з ділянок російсько-українського кордону 2014 року.
21 грудня 2016 року вийшло розширене дослідження Беллінгкет. У ньому встановлено щонайменше 149 артилерійських позицій, з яких вела вогонь російська артилерія, і ще 130 позицій, які з великою ймовірністю використовувалися з тією ж метою. На території України ідентифіковано 408 ділянок, по яким вівся артилерійський вогонь.

## Реакція
- 24 липня 2014 року спікер Державного департаменту США Марле Харф зробила заяву, що окрім поставок установок залпового вогню проросійським бойовикам, збройні сили РФ почали завдавати артилерійських ударів з території Росії по українських військових.[40]
- Правозахисна організація International Partnership for Human Rights влітку 2016 року опублікувала доповідь щодо обстрілів України ствольною та реактивною артилерією з території Російської Федерації. Під час робіт, які були проведені командою у 2015 році, були опитані 45 свідків, — як місцеве населення, так і прикордонників, — що готові свідчити про обстріли у міжнародних судах. Команда проводила польові дослідження з вивчення кратерів від вибухів артилерійських снарядів, зібрала інші речові докази. Було також систематизовано інформацію по 33-х військовослужбовців Збройних сил РФ, що завантажували фото і відеоматеріали, які свідчать про причетність до обстрілів території України. Окрім артилерійських обстрілів, зібрано матеріали про порушення повітряного простору України військовими гелікоптерами і безпілотними апаратами Збройних сил РФ. Доповідь планується подати до Міжнародного карного суду восени 2016 року.[41]
- 11 серпня 2017 року міністр закордонних справ Росії Сергій Лавров у своїй промові сказав, що «новими бомбардуваннями і новими обстрілами» конфлікт на Донбасі вирішити неможливо. Журналіст Роман Цимбалюк, який працює в Москві, сказав, що ці слова Лаврова є визнанням того, що були і «старі» бомбардування території України.[42]

## Втрати
| Прізвище, ім'я, по-батькові     | Звання            | Дата смерті    | Формування | Обставини |
| ------------------------------- | ----------------- | -------------- | ---------- | --- |
| Ончуров Сергій Олександрович    | лейтенант         | 21 серпня 2014 | 28 ОМБр    | Загинув під час обстрілу з систем БМ-27 «Ураган» табору в районі Кутейникове — Старобешеве під Іловайськом.  |
| Хіньов Ігор Павлович            | старший солдат    | 21 серпня 2014 | 28 ОМБр    | Загинув під час обстрілу з систем БМ-27 «Ураган» табору в районі Кутейникове — Старобешеве під Іловайськом.  |
| Малянівський Василь Іванович    | старший солдат    | 31 серпня 2014 | 26 АБр     | Загинув під час обстрілу з систем БМ-27 «Ураган» табору в районі села Весела Гора Слов'яносербського району. |
| Авраменко Сергій Григорович     | солдат            | 3 вересня 2014 | 27 РеАП    | Загинув під час обстрілу з систем БМ-30 «Смерч» табору в районі села Побєда Новоайдарського району.          |
| Андра Руслан Романович          | сержант           | 3 вересня 2014 | 27 РеАП    | Загинув під час обстрілу з систем БМ-30 «Смерч» табору в районі села Побєда Новоайдарського району.          |
| Бей Віталій Миколайович         | старший лейтенант | 3 вересня 2014 | 27 РеАП    | Загинув під час обстрілу з систем БМ-30 «Смерч» табору в районі села Побєда Новоайдарського району.          |
| Брисенко Богдан Миколайович     | молодший сержант  | 3 вересня 2014 | 27 РеАП    | Загинув під час обстрілу з систем БМ-30 «Смерч» табору в районі села Побєда Новоайдарського району.          |
| Буйвало Олександр Миколайович   | солдат            | 3 вересня 2014 | 27 РеАП    | Загинув під час обстрілу з систем БМ-30 «Смерч» табору в районі села Побєда Новоайдарського району.          |
| Вихристюк Сергій Григорович     | прапорщик         | 3 вересня 2014 | 27 РеАП    | Загинув під час обстрілу з систем БМ-30 «Смерч» табору в районі села Побєда Новоайдарського району.          |
| Грибеник Сергій Вікторович      | солдат            | 3 вересня 2014 | 27 РеАП    | Загинув під час обстрілу з систем БМ-30 «Смерч» табору в районі села Побєда Новоайдарського району.          |
| Дудка Володимир Андрійович      | молодший сержант  | 3 вересня 2014 | 27 РеАП    | Загинув під час обстрілу з систем БМ-30 «Смерч» табору в районі села Побєда Новоайдарського району.          |
| Завальний Ігор Юрійович         | старший солдат    | 3 вересня 2014 | 27 РеАП    | Загинув під час обстрілу з систем БМ-30 «Смерч» табору в районі села Побєда Новоайдарського району.          |
| Калюжний Олексій Володимирович  | молодший сержант  | 3 вересня 2014 | 27 РеАП    | Загинув під час обстрілу з систем БМ-30 «Смерч» табору в районі села Побєда Новоайдарського району.          |
| Переяслов Володимир Євгенович   | старший солдат    | 3 вересня 2014 | 27 РеАП    | Загинув під час обстрілу з систем БМ-30 «Смерч» табору в районі села Побєда Новоайдарського району.          |
| Колот Микола Миколайович        | солдат            | 3 вересня 2014 | 27 РеАП    | Загинув під час обстрілу з систем БМ-30 «Смерч» табору в районі села Побєда Новоайдарського району.          |
| Куценко Сергій Вікторович       | солдат            | 3 вересня 2014 | 27 РеАП    | Загинув під час обстрілу з систем БМ-30 «Смерч» табору в районі села Побєда Новоайдарського району.          |
| Матвієвський Іван Володимирович | солдат            | 3 вересня 2014 | 27 РеАП    | Загинув під час обстрілу з систем БМ-30 «Смерч» табору в районі села Побєда Новоайдарського району.          |
| Осипов Микола Іванович          | старший лейтенант | 3 вересня 2014 | 27 РеАП    | Загинув під час обстрілу з систем БМ-30 «Смерч» табору в районі села Побєда Новоайдарського району.          |
| Площик Роман Вікторович         | солдат            | 3 вересня 2014 | 27 РеАП    | Загинув під час обстрілу з систем БМ-30 «Смерч» табору в районі села Побєда Новоайдарського району.          |
| Шовтута Олександр Іванович      | солдат            | 3 вересня 2014 | 27 РеАП    | Загинув під час обстрілу з систем БМ-30 «Смерч» табору в районі села Побєда Новоайдарського району.          |
| Ощепков Олексій Вікторович      | старший лейтенант | 4 вересня 2014 | «Київ»     | Загинув під час обстрілу з систем БМ-30 «Смерч» села Дмитрівка Новоайдарського району.                       |
| Шик Олександр Геннадійович      | сержант           | 4 вересня 2014 | 1 ОТБр     | Загинув під час обстрілу з систем БМ-30 «Смерч» села Дмитрівка Новоайдарського району.                       |
| Безгубченко Сергій Борисович    | солдат            | 4 вересня 2014 | 1 ОТБр     | Загинув під час обстрілу з систем БМ-30 «Смерч» села Дмитрівка Новоайдарського району.                       |
| Хуторний Юрій Миколайович       | старший солдат    | 4 вересня 2014 | 1 ОТБр     | Загинув під час обстрілу з систем БМ-30 «Смерч» села Дмитрівка Новоайдарського району.                       |
| Ющенко Володимир Михайлович     | солдат            | 4 вересня 2014 | 1 ОТБр     | Загинув під час обстрілу з систем БМ-30 «Смерч» села Дмитрівка Новоайдарського району.                       |
| Задоянчук Олег Іванович         | солдат            | 4 вересня 2014 | «Київ»     | Загинув під час обстрілу з систем БМ-30 «Смерч» села Дмитрівка Новоайдарського району.                       |

## Матеріали
- Обстріли України з території РФ у серпні 2014. Вивчено супутникові знімки 539 вирв[29] // InformNapalm, 7 серпня 2016
- Походження артилерійських ударів по позиціях українських військових у східній Україні з 14 липня до 8 серпня 2014 р.[30] // bellingcat, 17 лютого 2015
- Російські артилерійські удари по території України влітку 2014 року[39] // bellingcat, 21 грудня 2016
- Димлячі «Гради»: свідчення 90 артилерійських ударів через кордон з Росії в Україну влітку 2014[32] // 16 липня 2015
- Bellingcat насчитала почти 150 обстрелов Украины с российской территории [Архівовано 2 лютого 2017 у Wayback Machine.] // РБК 21 дек 2016